# Genoveva Ricaurte Mauris
María Andrea Genoveva Ricaurte Mauris (Medellín, 11 de noviembre de 1755-Bogotá, 14 de noviembre de 1829) fue una heroína de la independencia de Colombia.

## Procedencia y semblanza
Genoveva pertenecía a una de las familias más notables de Santafé, capital del Nuevo Reino de Granada, pero nació en Medellín cuando su padre, don Rafael de Ricaurte Terreros, ejercía como alcalde de esa ciudad, en donde había contraído nupcias con María Ignacia Mauris de Posada.
Don Rafael regresó a Santafé, donde ejerció también como alcalde, y luego se radicó con su familia en Villa de Leiva. Allí conoció  al español José Martín París Álvarez, con quien se casó en Tunja el 12 de julio de 1777. De esa unión nacieron Francisco Javier, José Ignacio, Manuel, Ignacia, Ramón, Mariano, Antonio, Joaquín y Rita París Ricaurte.
Sobre Genoveva Ricaurte hay dos menciones de cronistas. La primera a cargo de José María Vergara y Vergara, sobre del banquete de despedida del 13 de mayo de 1813 al presidente Nariño al emprender la campaña militar del Sur, refiere que "apenas llegaron al salón, rompió la música de cuerda que estaba prevenida, con una alegre contradanza que hizo saltar de alegría a todos los que la escuchaban. Puso la contradanza el elegante Madrid (José Martín París) con la hermosa doña Genoveva Ricaurte". 
El viajero británico Charles Stuart Cochrane consignó en sus memorias que "La señora París, una anciana muy venerable, a quien fui luego a visitar, estaba rodeada por sus hijos y sus nietos colocados en orden alrededor del cuarto: era una escena digna de los tiempos patriarcales. Toda la familia es hermosa, pero especialmente dos de los hijos; por su belleza y mejillas rosadas podrían rivalizar con nuestros niños del Norte de Inglaterra".

## Su militancia patriota
Genoveva Ricaurte era de las mujeres que estaba siempre prestando auxilio a las tropas granadinas, secundando la causa abrazada por su esposo y la mayoría de sus hijos (Francisco se mantuvo en las fuerzas realistas). Su primera actuación se destacó durante el periodo de La Patria Boba, cuando comandó un grupo de mujeres que salió en auxilio de las tropas que se tomaban a Bogotá en nombre del Congreso de las Provincias Unidas, "el cual operó de incógnito como una columna más del ejército federal en el centro de la ciudad". 
Doña Genoveva lograba hacer llegarle cartas a su hijo don Mariano París, con información de los movimientos de las tropas del presidente Manuel de Bernardo Álvarez. Las misivas, recibidas por el capitán París en el centro de operaciones de Bolívar ubicado en la Hacienda Techo de los Jorges en Puente Aranda, fueron eficiente aporte para las tropas federalistas, al punto de merecer mención del presbítero Torres Peña en la siguiente cuartilla "Las mujeres, que son para esto peores/procuran con medios insidiosos/darle de todo al enemigo aviso/y al gobierno impedirlo ya es preciso".
A pesar de la discreción de sus operaciones, las tropas centralistas descubrieron el apoyo de París y Genoveva a los federalistas, por lo que atacaron y destruyeron la hacienda de su propiedad, denominada San Façon. Tras el ataque, Bolívar procedió al toma de Santafé el 12 de diciembre de 1814 en cruentos combates casa por casa, quedando el estado de Cundinamarca sometido a las Provincias Unidas. 
Con la reconquista española, el esposo de Genoveva fue conminado a prisión y su yerno Ignacio de Vargas fusilado en el actual Parque de Los Mártires de Bogotá. La Junta de Secuestros embargó los bienes de doña Genoveva y el Consejo de Guerra la juzgó y condenó al destierro a Fusagasugá, a donde fue forzada a marchar a pie junto a su nieta Dolores Vargas.
Con ocasión de la victoria de las tropas patriotas en Boyacá el 7 de agosto de 1819, doña Genoveva integró el comité de damas que recibieron a los héroes de la jornada. Las Crónicas de Bogotá de Ibáñez recuerdan que "Los balcones se adornaron con banderas tricolores, con cortinas y flores; se hicieron descargas de artillería, se quemaron cohetes y se gritaba por todas partes: ¡Viva el Libertador! ¡Viva el héroe de la América libre!. Las viudas de los patriotas abandonaron los vestidos de luto para lucir los de gala, como tributo y ofrenda a sus libertadores. La señora Genoveva Ricaurte, viuda de París y madre de distinguidos Oficiales, y la señorita Dolores Vargas París, huérfana del mártir Ignacio Vargas, el ahorcado por orden de Pablo Morillo, fueron las primeras damas que abrazaron a Bolívar en la sala del Ayuntamiento colonial. (...) Al oscurecer, Bolívar se trasladó a la casa de la señora Ricaurte, viuda de París, situada en la antigua plaza de San Victorino, ahora de Nariño, donde le tenían preparada suntuosa comida."
La manera como El Libertador recompensó los servicios de doña Genoveva a la independencia fue dándole el antiguo empleo de su esposo a su hijo Antonio, y permitiéndole seguir viviendo en la Casa correspondiente al Administrador de la Renta de Tabacos. Como rivales políticos generaran intrigas para que Antonio París entregara el cargo, Genoveva se dirige al Libertador pidiéndole que de si iba a separar a su hijo del gobierno, no le quitara la casa en la que llevaba viviendo 36 años: "Es necesario que mire con consideración a una madre de tantos patriotas que tanto han padecido ellos como yo. (...) Una casa que valía ahora siete años 8 pesos en el día vale cincuenta y ninguno de mis hijos le alcanza para ese gasto". El general Bolívar mantuvo a Genoveva en la casa y ordenó que una parte de su sueldo de Presidente le fuera destinado como pensión. 
Cuando el general Simón Bolívar supo del fallecimiento de Genoveva Ricaurte, le escribió al general Rafael Urdaneta el 28 de noviembre de 1829 desde Popayán: "Mucho siento la muerte de mi grande amiga. Cedo la pensión a Mariano".
- Datos: Q5877193
- Multimedia: Genoveva Ricaurte Mauris / Q5877193